# Nô tì Isaura
Nô tì Isaura (tiếng Bồ Đào Nha: A escrava Isaura, phát âm tiếng Việt như là A ét-cơ-ra-ba Y-xao-ra) là một cuốn tiểu thuyết khai thác đề tài giải phóng nô lệ da đen của nhà văn Bernardo Guimarães, xuất bản lần đầu năm 1875. Với cuốn tiểu thuyết này, Bernardo Guimarães đã giành được danh vọng tột đỉnh trong sự nghiệp sáng tác, thậm chí được chính hoàng đế Pedro II đánh giá rất cao.

## Nội dung
Là con gái một nô tì da đen và một viên quản lý người Bồ Đào Nha, Isaura được nữ chủ nhân một điền trang ở Campos thuộc tỉnh Rio de Janeiro nuôi dạy như một tiểu thư con nhà giàu. Vào tuổi hai mươi, nhan sắc của nàng được mọi người chiêm ngưỡng: dung nhan như một nữ thần, mái tóc đen dài và rậm, dáng dấp như một nữ hoàng.
Nhưng rồi nữ chủ nhân qua đời trong khi chưa kịp trả tự do cho cô gái, bỏ nàng lại làm một mồi ngon cho dục vọng của Leoncio, người chủ mới của điền trang. Bị ép uổng, hành hạ, Isaura phải trốn đi với cha, sau khi Leoncio không chịu để ông này chuộc con về.
Ở Recife, số phận run rủi cho Isaura gặp Alvaro, một thanh niên giàu có có tư tưởng chống chế độ nô lệ. Một tình yêu mãnh liệt nảy nở giữa hai người. Nhưng Alvaro vì thiếu tỉnh táo đã đưa nàng đến dự một buổi dạ hội của giới thượng lưu, trong đó Isaura bị lộ tung tích.

### Nhân vật
- Isaura
- Leoncio

## Chuyển thể
- Nô tì Isaura phim 1949
- Nô tì Isaura (phim truyền hình, 1976 - 1977)
- Nô tì Isaura (phim truyền hình, 2004)